# Marisela Buitrago
Marisela Buitrago Mora (18 de junio de 1958) es una actriz de televisión venezolana. 
Ha destacado en el género de las telenovelas, donde comenzó en RCTV con Leonela que le abrió camino para participar en numerosos dramáticos venezolanos. Actuó en películas como La dulce tía y 
entre sus últimos trabajo destaca su participación en la telenovela Guerreras y Centauros, donde interpreta a Muñeca Arrieta.
Participó en el concurso de Miss Venezuela 1979, representando al estado Aragua y quedando en sexto lugar. En los años 80 la rubia actriz fue toda una bomba sexy, ocupando las portadas de las revistas venezolanas de mayor circulación dedicadas al mundo del espectáculo.
Casada con el actor venezolano William Colmenares, tiene dos hijos y reside en Miami, Estados Unidos.

## Filmografía

### Telenovelas
- 1983 Leonela (RCTV) - Lorena
- 1987 Roberta (RCTV) - Marisol
- 1987 Mi amada Beatriz (RCTV) - Antonieta/Raiza
- 1988-1989 Abigaíl (RCTV) - Viviana López
- 1990-1991 Pasionaria (Venevisión) - Raiza de Tovar
- 1991 Mundo de fieras (Venevisión) -  Leonicia
- 1991-1992 La mujer prohibida (Venevisión) - Anabelle Rivas
- 1994, Morena Clara (Venevisión) - Laura
- 1995, Ka Ina (Venevisión) - Lola López
- 1996, El perdón de los pecados (Venevisión) - Casiana
- 1999, Cuando hay pasión (Venevisión) - Solbela Rengifo
- 2000, Mis 3 hermanas (RCTV) - Sofía Quintero De Solís
- 2002-2003 Gata salvaje (Venevisión) - Claudia Olivares
- 2004-2005 Inocente de ti (Televisa) - Fe
- 2006 Olvidarte jamás (Venevisión) - María
- 2008 Amor comprado (Venevisión) - Lisette
- 2015 Guerreras y Centauros (TVes) - Muñeca Arrieta

### Películas
- 1982, Menudo: la película - Marión
- 1992, La dulce tía
- 2017, Un delincuente en Nueva York - Lorena
- 2018, Locos y Peligrosos - Laura